# Verenigde Partij van de Cubaanse Socialistische Revolutie
De Partido Unido del Revolución Socialista de Cuba (Nederlands: Verenigde Partij van de Cubaanse Socialistische Revolutie) werd op 26 maart 1962 opgericht als socialistische eenheidspartij van Cuba.
De PURSC verving Castro's Organizaciones Revolucionarias Integradas (Geïntegreerde Revolutionaire Organisatie, ORI), die in juli 1961 ontstond na een fusie tussen Castro's Movimiento 26 de Julio (Beweging van de 26ste Juli) en het Revolutionaire Directorium van de 23ste Maart. 
De PURSC werd bestuurd door een 6-koppig Secretariaat (met Fidel Castro als eerste secretaris) en een 25-koppig Nationaal Directorium.